# شهرستان قطابر
ناحیهٔ قطابر (به عربی: مدیریة قطابر) یک ناحیه در یمن است که در استان صعده واقع شده‌است.
ناحیهٔ قطابر ۲۲٬۶۵۸ نفر جمعیت دارد.